# Колоњо Монцезе
Колоњо Монцезе (итал. Cologno Monzese) је насеље у Италији у округу Милано, региону Ломбардија.
Према процени из 2011. у насељу је живело 45786 становника. Насеље се налази на надморској висини од 136 м.

## Становништво
| 1931. | 1936. | 1951. | 1961.  | 1971.  | 1981.  | 1991.  | 2001.  | 2011.  |
| ----- | ----- | ----- | ------ | ------ | ------ | ------ | ------ | ------ |
| 5.746 | 6.747 | 8.584 | 20.469 | 47.453 | 52.440 | 51.343 | 48.262 | 45.786 |